# Matthew Nagle
Pour les articles homonymes, voir Nagle.
Matthew Nagle (16 octobre 1979 - 24 juillet 2007) fut le premier humain à utiliser une interface neuronale directe pour restaurer des fonctionnalités altérées à la suite d'une paralysie. Il était tétraplégique C4, paralysé à partir du cou lors d'une attaque à l'arme blanche.

## Éléments biographiques
Ancienne star du football à la Weymouth High School (promo 1998), Nagle quittait le feu d'artifice annuel de la ville près de Wessagussett Beach le 3 juillet 2001 quand une bagarre a éclaté entre deux groupes. En tentant de porter secours à l'un de ses amis pris à partie, il a été poignardé au niveau de la quatrième vertèbre cervicale et la moelle épinière a été sectionnée. Tétraplégique, il est paralysé depuis le cou jusqu'au pied. Il est assisté par une machine pour respirer. Il est devenu la première personne à utiliser une interface neuronale pour restaurer ses fonctions motrices perdues à cause de sa paralysie. 

## Implant neuronal

Schéma d'une interface neuronale directe

La société Cyberkinetics, en collaboration avec le professeur John Donoghue du département des neurosciences de l'université Brown dans l’État de Rhode Island, a construit l'interface nommée BrainGate en 2003. Matt Nagle a accepté de participer aux essais cliniques de BrainGate avec l'espoir que les découvertes de la médecine moderne pourront l'aider.
Le système a été implanté le 22 juin 2004 par un neurochirurgien du nom de Gerhrad Friesh. Le dispositif de 100 électrodes, aussi gros qu'un petit cachet et d'une épaisseur d'environ 1 millimètre, a été placé sur la surface de son cerveau, au-dessus de la région du cortex moteur commandant sa main et son bras dominant. Un lien placé à l'extérieur de son crâne permet de relier le dispositif à un ordinateur. L'ordinateur a alors été programmé pour identifier les modèles de pensée de Matthew Nagle et pour les associer aux mouvements qu'il essayait de réaliser.

## Réussite technologique
Dès l'implantation, Nagle a pu contrôler un curseur de souris, commander la télévision (changer les chaînes, allumer/éteindre...), lire ses courriels, ainsi que toutes les actions basiques réalisables par pression sur un bouton. Il a pu dessiner sur l'écran (bien que le contrôle du curseur ne soit pas précis). Il a aussi pu contrôler une prothèse externe de main (ouverture et fermeture des doigts).
Le résultat de cette étude a été publié dans le journal britannique scientifique Nature. Comme défini par le règlement de la FDA ainsi que les protocoles d'étude, l'implant a été retiré du cerveau de Matt environ un an après sa mise en place.
Matthew Nagle est décédé le 23 juillet 2007 à Boston (Massachusetts) à l'âge de 27 ans.